# Семя подсолнечника

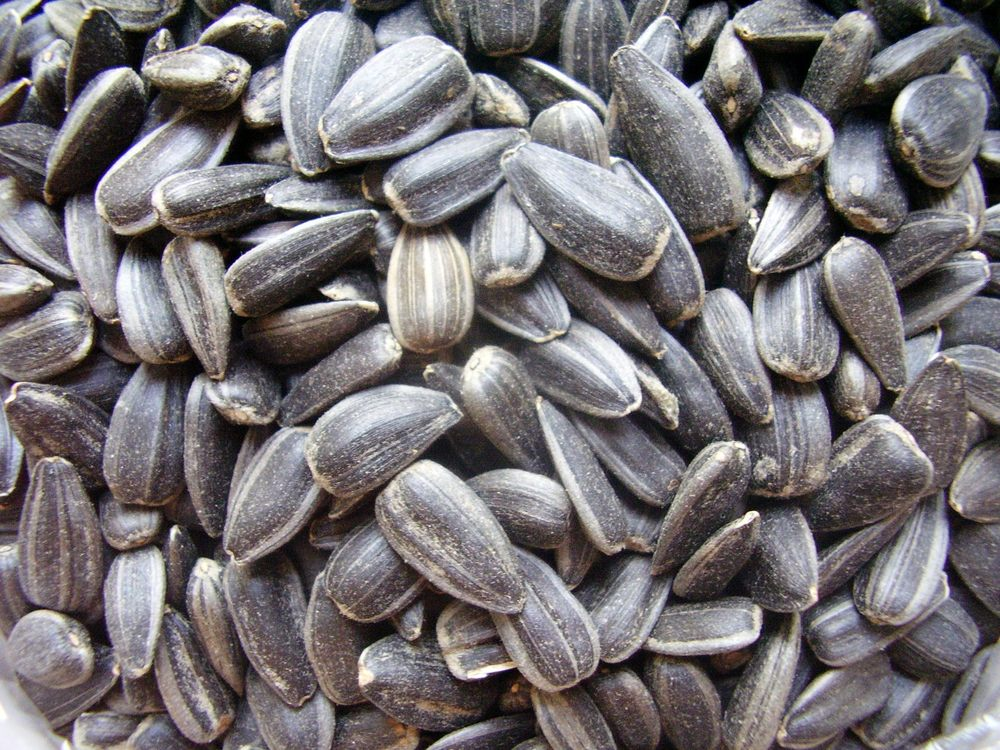
Семена подсолнечника

Се́мечки подсо́лнечника — семена подсолнечника однолетнего (Helianthus annuus), используемые, в первую очередь, для производства подсолнечного масла, которое затем употребляется для приготовления пищи или для технических нужд. Гидрогенизацией подсолнечного масла получают саломас. Масло также используется в лакокрасочной промышленности.
Подсолнечник однолетний выращивается почти во всём мире. Наиболее крупные производители семян подсолнечника в мире — Украина, Россия и Аргентина.

## Состав
Необжаренные семечки в количестве 100 граммов на 130 % покрывают суточную потребность среднестатистического человека в витамине E (которым особенно богат подсолнечник), на 70 % — в витамине B5, на 40 % — в витамине B6, на 35 % — в витамине B3, на 39 % — в белке, на 44 % — в клетчатке, на 115 % — в фосфоре, на 113 % — в селене, на 92 % — в меди, на 35 % — в цинке, на 32 % — в магнии, на 24 % — в калии, на 21 % — в железе. Это пища высококалорийная: почти половину питательных веществ составляют жиры, энергетическая ценность 580 ккал.
Жареные семена уступают необработанным по содержанию полезных веществ. Оттенки вкуса, аромата и послевкусия семечек зависят главным образом от степени прожарки и от добавления соли.

## Подготовка
Своевременный посев подсолнечника позволяет начать его сбор уже в начале сентября. На это время зачастую приходятся наилучшие погодные условия, обеспечивающие сбор семечки высокого качества с необходимым уровнем влажности. Сбор урожая в целом занимает около полутора месяцев.
Убранные с поля подсолнухи доставляются на ток — специальное место, где располагаются склады со стенами только с двух сторон («линейки»); отсутствие стен с торцов здания обеспечивает должную вентиляцию воздуха и удобный подъезд обрабатывающей техники. На токе вся продукция проходит лабораторное обследование — анализы на содержание влаги, на сорт, кислотное число. Чем ниже содержание влаги и чем лучше семечки очищены от постороннего сора — тем дольше они сохраняют свои вкусовые свойства.
На складе, в ожидании обжарки, семечки выкладывают рядами по всей площади. Под каждым рядом предусмотрена система вентиляции, обеспечивающая подачу воздуха. Высокотехнологичные конвекционные печи обрабатывают семечки со всех сторон горячим воздухом. Готовый продукт поступает на автоматизированную линию упаковки, где семечки фасуются в стаканы или пакеты.

## Использование
| Мировое производство семян подсолнечника по годам (тыс. тонн) | Мировое производство семян подсолнечника по годам (тыс. тонн) |
| ------------------------------------------------------------- | ------------------------------------------------------------- |
| 1965                                                          | 7985                                                          |
| 1970                                                          | 10 046                                                        |
| 1975                                                          | 9873                                                          |
| 1980                                                          | 13 656                                                        |
| 1985                                                          | 18 860                                                        |
| 1990                                                          | 22 705                                                        |
| 1995                                                          | 26 298                                                        |
| 2000                                                          | 26 498                                                        |
| 2005                                                          | 30 729                                                        |
| 2010                                                          | 31 520                                                        |
| 2011                                                          | 40 836                                                        |
| 2012                                                          | 37 217                                                        |
| 2013                                                          | 44 596                                                        |
| 2014                                                          | 41 335                                                        |

Как правило, в пищу употребляются крупные семена немасличных сортов подсолнечника. Семечки принято «лузгать» («щёлкать», «грызть»), при этом оболочка раскалывается зубами или руками и выплёвывается, а съедобное ядро остаётся во рту, пережёвывается и проглатывается. Во многих странах семена подсолнечника считаются «стадионной пищей» и продаются при входе на стадион болельщикам, которые «лузгают» их во время матча.
Неумеренное «лузгание» семечек способно привести к повреждению зубной эмали.
Менее известно, что семена можно проращивать и добавлять в салаты. Молотые семена используются как основа для производства восточных сладостей — халвы и козинаков.
| Место | Страна            | млн тонн | Страны по площади (км²) |
| ----- | ----------------- | -------- | ----------------------- |
| 1     | Украина           | 10,13    | 603 550                 |
| 2     | Россия            | 9,03     | 17 075 400              |
| 3     | Китай             | 2,38     | 9 596 961               |
| 4     | Румыния           | 2,19     | 238 391                 |
| 5     | Аргентина         | 2,06     | 2 780 400               |
| 6     | Болгария          | 2,01     | 110 994                 |
| 7     | Турция            | 1,64     | 783 562                 |
| 8     | Венгрия           | 1,60     | 93 028                  |
| 9     | Франция           | 1,56     | 632 759                 |
| 10    | США               | 1,00     | 9 629 091               |
|       | Урожай всего мира | 41,34    |                         |

## Растительное масло
Для очистки семечек используются специальные семенорушильные машины.
На маслодельных заводах из очищенных семян выжимают подсолнечное масло. Подсолнечный шрот идёт на корм скоту.
Натуральное масло богато полиненасыщенными жирными кислотами (около 68 % составляет линолевая кислота). В последнее время получили распространение гибриды подсолнечника с иным распределением жирных кислот.